# Medinilla cephalophora
Medinilla cephalophora är en tvåhjärtbladig växtart som beskrevs av Elmer Drew Merrill. Medinilla cephalophora ingår i släktet Medinilla och familjen Melastomataceae. Inga underarter finns listade i Catalogue of Life.